# Sistemul fotbalistic englez
Sistemul fotbalistic englez este interconectat între ligile de fotbal pe club.
| Nivel | Liga/Divizia                                       | Liga/Divizia                                       | Liga/Divizia                           | Liga/Divizia                           | Liga/Divizia                           | Liga/Divizia                           |
| ----- | -------------------------------------------------- | -------------------------------------------------- | -------------------------------------- | -------------------------------------- | -------------------------------------- | -------------------------------------- |
| 1     | Premier League 20 echipe                           | Premier League 20 echipe                           | Premier League 20 echipe               | Premier League 20 echipe               | Premier League 20 echipe               | Premier League 20 echipe               |
| 2     | Football League Championship 24 echipe             | Football League Championship 24 echipe             | Football League Championship 24 echipe | Football League Championship 24 echipe | Football League Championship 24 echipe | Football League Championship 24 echipe |
| 3     | Football League One 24 echipe                      | Football League One 24 echipe                      | Football League One 24 echipe          | Football League One 24 echipe          | Football League One 24 echipe          | Football League One 24 echipe          |
| 4     | Football League Two 24 echipe                      | Football League Two 24 echipe                      | Football League Two 24 echipe          | Football League Two 24 echipe          | Football League Two 24 echipe          | Football League Two 24 echipe          |
| 5     | Conference National 24 echipe                      | Conference National 24 echipe                      | Conference National 24 echipe          | Conference National 24 echipe          | Conference National 24 echipe          | Conference National 24 echipe          |
| 6     | Conference North 22 echipe                         | Conference North 22 echipe                         | Conference North 22 echipe             | Conference South 22 echipe             | Conference South 22 echipe             | Conference South 22 echipe             |
| 7     | Northern Premier League Premier Division 22 echipe | Northern Premier League Premier Division 22 echipe | Isthmian League 66 echipe              | Isthmian League 66 echipe              | Southern Football League 65 echipe     | Southern Football League 65 echipe     |
| 8-23  | ...                                                | ...                                                | ...                                    | ...                                    | ...                                    | ...                                    |